# Dua Jawshan Kabir

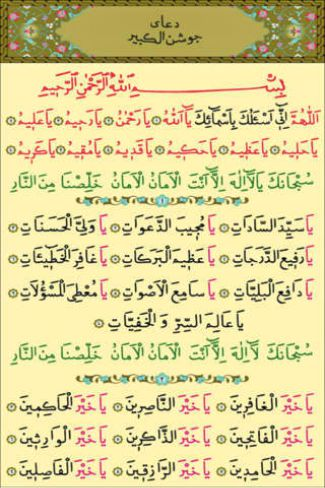
Första sidan av Dua Jawshan Kabir på arabiska.

Dua Jawshan Kabir (arabiska: دعاء الجوشن الكبير) är en åkallan som återberättats från den islamiske profeten Muhammed. "al-Jawshan al-Kabir" betyder bokstavligen den stora skölden. Denna åkallan innehåller tusen av Guds egenskaper och namn. Åkallan har hundra sektioner och varje sektion innehåller 10 av Guds namn. Profeten fick åkallan från ärkeängeln Gabriel under ett krig. Gabriel berättade för profeten, som bar på en väldigt tung sköld, att Gud sa att han skulle ta av sig skölden och recitera denna åkallan istället då den är ett skydd för honom och hans nation. Både sunni- och shiamuslimer reciterar denna åkallan under Laylat al-Qadr.